# ويلينغتون نورث (أونتاريو)
ويلينغتون نورث، أونتاريو (بالإنجليزية: Wellington North)‏ هي مدينة كندية تقع في مقاطعة أونتاريو. تبلغ مساحة هذه المدينة 524.3775 (كم²)، ويبلغ عدد سكانها 11175 نسمة حسب إحصاء سنة 2006 م، بينما كان يسكنها 11305 نسمة في سنة 2001 م. تحتل هذه المدينة المرتبة رقم 333 بين مدن كندا حسب عدد السكان والمرتبة رقم 124 في المقاطعة. نما عدد السكان في هذه المدينة بنسبة (-1.1) بين العامين المذكورين.

## أعلام
- فوربس غودفري
- كليفورد سكوت

## وصلات خارجية
- الأطلس الحكومي لكندا
- إحصاءات كندا مع ساعة تعداد السكان